# Haruto
Cette page contient des caractères spéciaux ou non latins. S’ils s’affichent mal (▯, ?, etc.), consultez la page d’aide Unicode.
Haruto (はると) est un nom personnel (prénom) japonais masculin très courant. En 2012, il était le 2e prénom masculin le plus donné au Japon et l'année suivante le 5e. Il s’écrit en kanjis ou en katakanas (ハルト) dans les œuvres de fiction.

## En kanjis
Ce prénom s’écrit entre autres sous les formes suivantes :
- 春人 : printemps, homme ;
- 晴人 : beau temps, homme ;
- 晴斗 : beau temps, une constellation chinoise (récipient de 18 litres) ;
- 陽人 : lumière solaire/yang, homme ;
- 陽斗 : lumière solaire/yang, une constellation chinoise (récipient de 18 litres) ;
- 陽翔 : lumière solaire/yang, voler haut ;
- 治人 : régner/remède, homme ;
- 栄斗 : prospérer, une constellation chinoise (récipient de 18 litres) ;
- 遥人 : lointain, homme ;
- 遥斗 : lointain, constellation.

## Personnes célèbres
- Haruto Ikezawa (池沢春人) est un auteur de mangas, notamment Kurogane.
- Haruto Kō (耕治人) est un poète et écrivain japonais.
- Haruto Maeda est un photographe japonais.
- Haruto Umezawa (梅澤春人) est un auteur de mangas japonais.
- Haruto Watanabe du boys band Treasure de la YG Entertainment.

## Dans les œuvres de fictions
- Haruto (ハルト), un personnage du jeu vidéo Suikoden IV.
- Haruto le Chevalier de bronze du Loup (狼座•ウルフの栄斗) est un personnage de la série d'animation japonaise Saint Seiya Omega.
- Haruto Asou est un personnage du drama One litre of tears.
- Haruto Kurosawa (黒澤遥人) est un personnage de la série animée Coppelion.
- Haruto Imai (今居陽人) est un personnage de la série de light novels Beautiful Bones.
- Haruto Sakaki (榊晴人) est un personnage de la série animée Witch Hunter Robin.
- Haruto Sakuraba (桜庭春人) est un personnage du manga Eyeshield 21.
- Haruto Soma (操真晴人) est le protagoniste de la série animée Kamen Rider Wizard.
- Haruto Tenjo (天城ハルト) est un personnage du manga Yu-Gi-Oh! Zexal.
- Haruto Tokishima (時縞ハルト) est le protagoniste de la série animée Valvrave the Liberator.
- Haruto Teragane est un personnage du manga Versus Earth.